# Franjo Emanuel Hoško
Franjo Emanuel Hoško (Pakrački Antunovac, 25. ožujka 1940. − Rijeka, 1. siječnja 2019.) bio je hrvatski katolički svećenik iz reda franjevaca.

## Životopis
Rođen je 25. ožujka 1940. u Pakračkom Antunovcu. U rodnom mjestu pohađao je osnovne škole te je stekao srednjoškolsku izobrazbu u Zagrebu. Filozofsko-teološki studij pohađao je na Katoličkom bogoslovnom fakultetu u Zagrebu. Doktorirao je 1968. temom „Škole hrvatske franjevačke provincije sv. Ladislava (1613.-1783.)”. Na istom je fakultetu habilitirao 1976. radom „Dvije osječke visoke škole u 18. stoljeću”. Predavao je na Filozofskom učilištu na Trsatu i Visokoj bogoslovnoj školi u Rijeci odnosno Teologiji u Rijeci. Također, predavao je u Zagrebu na Povijesnom, Katehetskom i Teološkom institutu za laike Katoličkog bogoslovnog fakulteta.
Zaređen je za svećenika 1965. godine. Bio je član vrhovnog upravnog vijeća Franjevačkog reda u Rimu kao predstavnik zapadnoslavenskih i južnoslavenskih franjevaca obnašajući službu generalnoga definitora od 1991. do 1997. godine.
Preminuo je 1. siječnja 2019. u Rijeci te je pokopan 4. siječnja 2019. na Groblju Trsat.

## Nagrade i priznanja
- Godine 2012. nagrada za životno djelo Grada Rijeke. U obrazloženju je navedeno da mu se ona daje „za znanstveni rad, izniman doprinos promicanju trsatske sakralne baštine te osobno svjedočanstvo kulturi dijaloga“.[2]

## Djela
(izbor)
- Djelovanje franjevaca Bosne Srebrene u Slavoniji, Srijemu, Ugarskoj i Transilvaniji tijekomXVI i XVII stoljeća, 1979.
- Franjevci u Slavoniji i Podunavlju u vremenu kasnog jozefinizma
- Marijan Jaić, obnovitelj među preporoditeljima, 1996.
- Franjevci u kontinentalnoj Hrvatskoj kroz stoljeća, 2000.
- Franjevci i poslanje Crkve u kontinentalnoj Hrvatskoj , 2001.
- Franjevačke visoke škole u kontinentalnoj Hrvatskoj , 2002.
- Josip Pavišević: svjedok jozefinizma u Slavoniji i Podunavlju, 2004.
- Trsatski franjevci - 550 godina franjevaca na Trsatu, 2004.
- Biskup Vrhovac između baroka i liberalizma, 2007.

### Članci
- Medved, Marko. 2018. Franjo Emanuel Hoško (1940.-2019.): in memoriam. Riječki teološki časopis. Riječki teološki časopis. Rijeka. 52 (2): 179–180